# Place du Général-de-Gaulle (Lille)
Vous lisez un « bon article » labellisé en 2014.
Pour les articles homonymes, voir Place du Général-de-Gaulle et Grand-Place (homonymie).
La place du Général-de-Gaulle est un espace public urbain de la commune de Lille dans le département français du Nord en région Hauts-de-France. La place est de type grand-place qui se caractérise par un aspect complètement minéral que l'on retrouve dans de nombreuses villes des anciens Pays-Bas. Il s'agit de la place historique et principale de la ville.
Considérée jusqu'au XXIe siècle comme une partie du forum cité en 1066 dans l'acte de fondation de la collégiale Saint-Pierre, la place aurait pour origine la volonté de l'échevinage de la ville d'en faire un marché, au XIVe siècle. La Deûle est canalisée, le sol est progressivement surélevé par des remblais, puis pavé afin de créer une place du Marché. Au XVIIe siècle, la construction de la bourse de commerce divise la place en Grand-Place et Petite-Place (actuelle place du Théâtre). Après la libération de Lille durant la Seconde Guerre mondiale, elle est renommée en hommage à Charles de Gaulle. La place est localement appelée « Grand'Place » ou, plus rarement, « place de la Déesse ».
La place du Général-de-Gaulle a conservé son rôle de grand-place : c'est toujours un lieu de fête et d'échanges, y compris commerciaux, et de manifestations de tous types. C'est toujours le cœur de la braderie de Lille. Le commerce des livres, avec la librairie le Furet du Nord et les nombreux bouquinistes, y est important également.
La place est bordée par divers bâtiments ; huit sont classés ou inscrits au titre des monuments historiques, parmi lesquels le Théâtre du Nord (ancienne Grande Garde) et la Vieille Bourse (ancienne bourse de commerce). Au centre de la place, trône la colonne de la Déesse. Érigée en 1845, elle représente l'héroïsme des Lillois durant le siège de Lille en 1792.

## Description

### Morphologie et accès

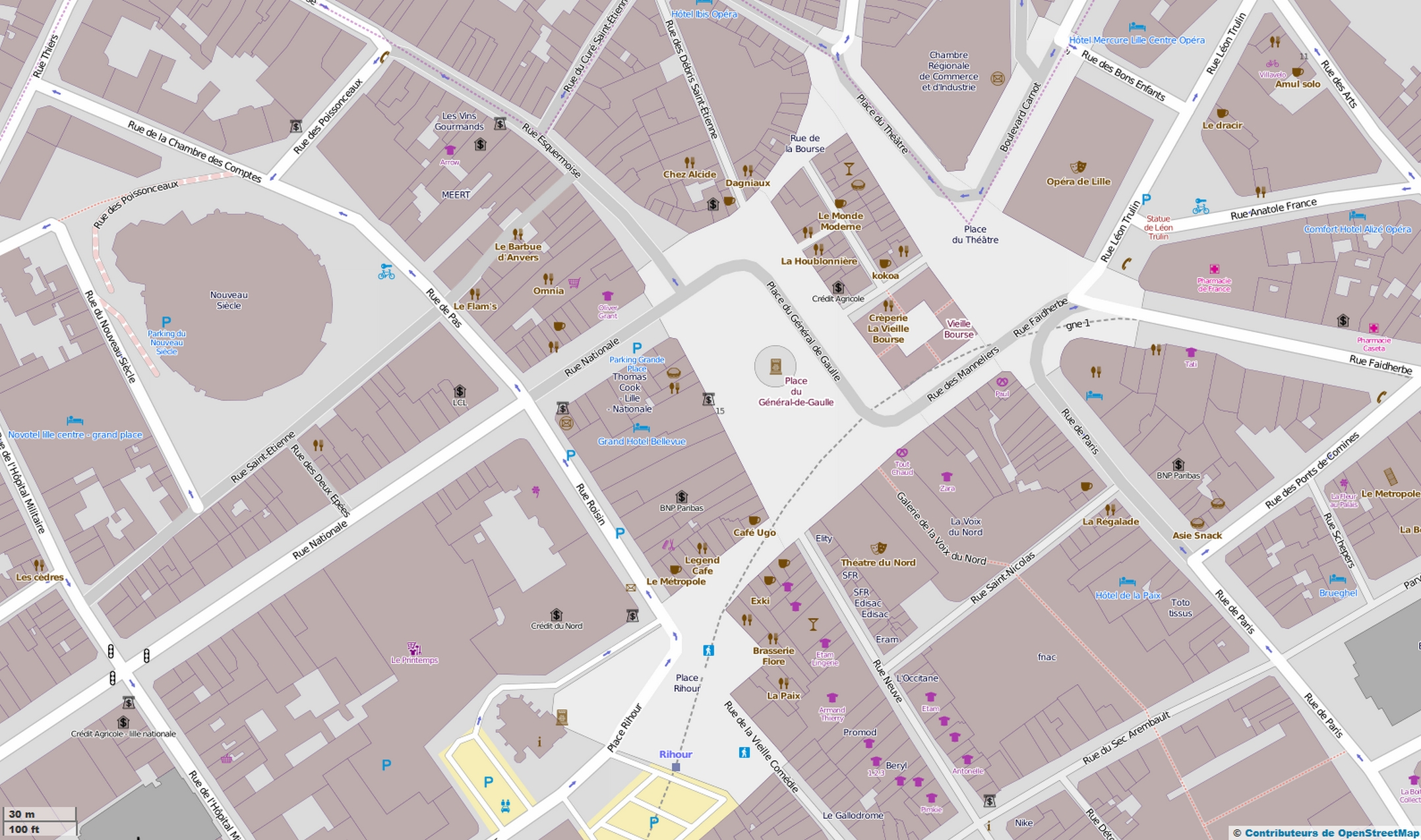
La place du Général-de-Gaulle, entre la place du Théâtre, la place Rihour, et le Nouveau Siècle.

La place du Général-de-Gaulle se situe au cœur de Lille, entre le secteur piétonnier et le Vieux-Lille. De forme presque rectangulaire, elle mesure 155 mètres de longueur, pour 72 mètres de largeur. Trois côtés forment entre eux des angles droits, tandis que le dernier est de forme convexe avec la rue Esquermoise. La place du Général-de-Gaulle est pavée en damier de granit bleu de Lanhélin et granit rose de la Clarté.
Depuis le 1er août 2016, pour les véhicules motorisés, la place du Général-de-Gaulle est accessible depuis la rue des Manneliers exclusivement. Le passage pour les voitures se fait donc désormais en sens unique. Les véhicules peuvent sortir par la rue Esquermoise vers le nord-ouest et par la rue Nationale vers le sud-ouest. Pour les piétons, la grand-place est également accessible par ces rues, mais aussi par la rue Neuve et par la place Rihour au sud ; par les rues des Sept-Agaches, du Petit-Paon et de la Bourse à l'est et par la rue des Débris-Saint-Étienne au nord. Depuis 2011, la place du Général-de-Gaulle est en zone de rencontre : les véhicules motorisés doivent céder le passage aux piétons et leur vitesse est limitée à 20 km/h,.
La place est accessible depuis le métro, via la première ligne en sortant à la station Rihour. Elle est également accessible depuis la gare de Lille-Flandres, à 400 mètres par la rue Faidherbe. Le parking souterrain sous la grand-place contient 342 places. Selon un sondage réalisé en 2007 sur un échantillon de 100 personnes, 48 % des personnes arrivant sur la place du Général-de-Gaulle sont venues à pied, 32 % en transport public, 14 % en voiture et 6 % à vélo. En 2007, la même étude compte 9 000 piétons et entre 400 et 500 véhicules par jour par sens en heure de pointe, dont 10 à 15 % se rendent au parking souterrain. L'arrivée du métro a entraîné la suppression des autobus ; auparavant, la place servait de point nodal où plusieurs lignes de tramway convergeaient. Depuis juin 2012, la navette du Vieux-Lille, un minibus desservant le Vieux-Lille, traverse la place du Général-de-Gaulle,.

### Dénomination
En septembre 1944 après la libération de Lille, le nom de la place rend hommage à Charles de Gaulle, natif de la commune en 1890 ; elle devient la « place du Général-de-Gaulle ».
À partir du milieu du XIVe siècle, la place se nomme « Place du Marché »,, puis « Grand'Place » voire « Grande-Place » dès l'érection de la bourse du commerce en 1652, noms qui restent encore attribués à la place. Sans précision de date, elle est autrefois appelée « Place d'Armes »,. La place est également communément appelée la « Place de la Déesse »,.
En s’appuyant sur l'acte de fondation de la collégiale Saint-Pierre, les historiens ont longtemps cru que la place remontait aux origines de la commune. Elle était identifiée au forum, cité en 1066, mais les fouilles archéologiques ont démontré que ce n'était pas le cas,,. La notion de forum ferait plutôt écho au quartier où vivent les familles les plus aisées et bourgeoises ; s'étendant sur les actuelles rues de la Grande-Chaussée, des Chats-Bossus, de la Clef et des Arts. Il est donc impossible d'identifier la grand-place au forum du XIe siècle.
La grand-place est immatriculée « LR10 » parmi les îlots regroupés pour l'information statistique (IRIS) de Lille, tels que l'Insee les a établis en 1999.

## Histoire

### Moyen Âge: la création de la place du Marché
| \| \| Superposition d'une carte de Lille actuelle et d'une carte supposée de Lille au Moyen Âge : la grand-place est dans la zone d'alluvion de la Deûle. |
| Site de la grand-place dans la zone d'alluvion de la Deûle                                                                                                |

Jusqu'au XIIIe siècle, le site était occupé par les eaux de la Deûle et par un marais. À proximité se trouvait la halle échevinale qui, après avoir brûlé en 1213, est rebâtie en 1233,. En 1242, l'échevinage de la ville canalise la Basse-Deûle entre La Bassée et Lille en 1242, ce qui crée un plan d'eau permanent et inonde les caves en bordure de l'actuelle place. En 1271, les travaux de canalisation de la Haute-Deûle sont achevés. Les eaux libèrent l'espace correspondant à la grand-place actuelle. Dans un premier temps, le site est traversé de temps à autre, avec difficulté, et seulement à la belle saison, par des charrois ou des cavaliers, dont les chevaux y ont perdu de nombreux fers, ce qui témoigne de la difficulté d'avancer dans un terrain qui reste bourbeux,.
Très vite, l'espace dégagé est utilisé pour les activités commerciales du marché de Lille. Datant de la fin du XIIIe siècle, les premiers aménagements consistent en un aplanissement du sol qui est recouvert de silt jaune, puis de mortier,. Le commerce de grain s'effectuait sous un bâtiment en torchis de type halle, qui est incendié et non rebâti. Il y avait également des enclos pour le bétail. Au début du XIVe siècle, on étend de la craie, puis régulièrement des remblais épais pour rehausser le terrain, qui est encore inondé lors des plus grosses crues,. Les marchands qui venaient vendre leurs marchandises payaient une taxe à l'entrée de la ville, contre laquelle ils recevaient des méreaux fiscaux, qui attestaient qu'ils étaient en règle. Lorsqu'une couche de calcaire régulièrement damée est étendue au milieu du XIVe siècle, la vocation du site est définitivement fixée : la place devient le marché, (elle prend ce nom vers 1350). Elle accueille les nombreux étals des marchands abrités sous des auvents de toile, qu'ils installent à leur guise sans que le Magistrat réussisse à faire respecter les emplacements définis.
À partir du milieu du XIVe siècle, la municipalité engage du personnel pour nettoyer le marché. Trois rues non alignées permettent d'y accéder. De forme trapézoïdale, elle s'étend en plus de l'actuelle place du Général-de-Gaulle sur l'actuelle place du Théâtre nommée « Petite Place » jusqu'à la construction du Théâtre en 1785. Avant la construction de la Bourse en 1562, les deux places communiquaient largement, n'étant séparées que par quelques maisons à l'emplacement de l'actuelle rue des Trois Couronnes,, sur une superficie d'au moins huit hectares. À l'angle nord de la place s'élève l'église Saint-Étienne, avec son cimetière. À l'est, la place est bordée par des maisons particulières, appelées à l'époque vulgairement « Marché à Poterie », au sud par des maisons et une boucherie, et à l'ouest par des maisons adossées au canal des boucheries un des nombreux canaux de Lille recouverts au XIXe siècle, qui coulait approximativement à l'emplacement de l'actuelle rue Saint-Nicolas. Sur son centre, du nord au sud, se trouvaient l'hôtel du Beauregard, la chapelle des Ardents et la fontaine au Change.
La place est aussi un lieu symbolique pour les autorités : le revart, premier magistrat de la ville, et le prévôt de la ville, agent du roi, y sont installés. C'est sur la place que l'on expose au pilori, que l'on supplicie les condamnés à mort et que l'on y expose leurs corps. La place du Marché est aussi un lieu de fêtes. Devant la halle échevinale, se tient la fête de l'Épinette qui est ponctuée par une joute équestre le premier dimanche de Carême,. On y joue aussi aux dés, malgré les interdictions.
Au début du XVe siècle, la place est recouverte d'un pavage irrégulier, sur couche de sable vert, et au milieu du siècle, l'accroissement de la population lilloise et le besoin d'embellir la place poussent la Chambre des comptes et l'échevinage à arrenter à des habitants des terrains publics contigus au cimetière. Ceux-ci y bâtissent leurs boutiques. L’opération permet à la ville de rétablir ses finances. Une grande partie des échanges de denrées et de produits artisanaux se font sur la place ou à ses abords : on y trouve toujours le marché au blé, mais aussi ceux aux poulets, aux poissons, au sel, au compenage (tous les aliments destinés à accompagner le pain) ; au tissu dit sayette, à la paille ; aux chevaux ; aux poteries ; aux navettes. Près de la place du Marché se trouvent les infrastructures publiques nécessaires au marché : les changeurs et le poids public établi , ainsi que d'autres marchés spécialisés : la ruelle aux Fromages ou rue au fromage, la rue des Manneliers (vanniers). Les savetiers et les cordonniers sont rassemblés à proximité.

### Temps modernes: de la place du Marché à la Grand'Place

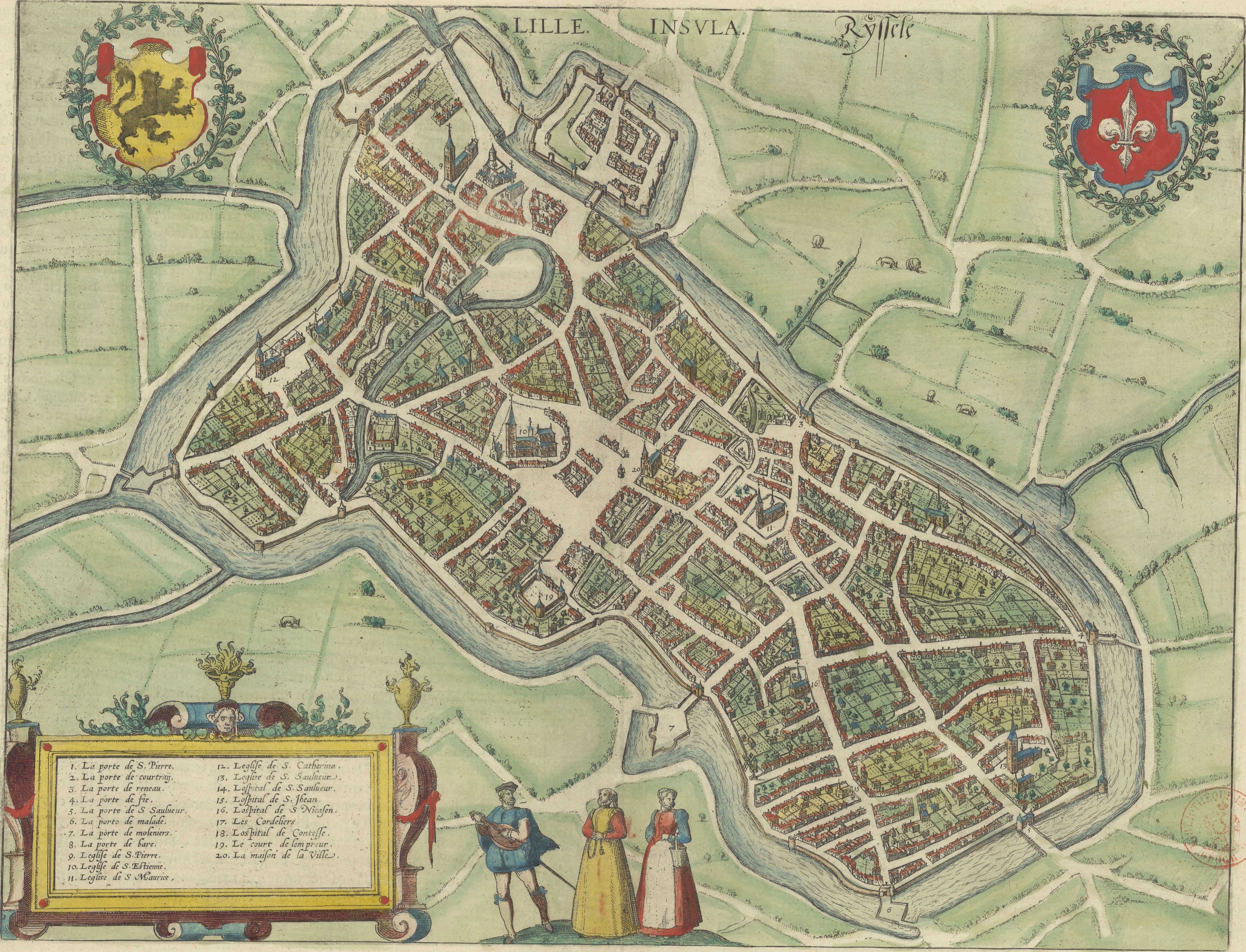
La première carte de Lille est celle de Deventer en 1560 ou de Guichardin en 1580. La grand-place se situe au centre du plan.

En 1550, un corps de garde est bâti à la place de l'ancienne boucherie. Les Nouvelles Boucheries qui se situaient au rez-de-chaussée du bâtiment, étaient surmontées d'un lion des Pays-Bas,. En parallèle, sur la place se déroule le marché aux grains. Quarante-quatre ans plus tard, la halle échevinale est agrandie et embellie.
Au milieu du XVIIe siècle, la ville est obligée d’entretenir une importante garnison de troupes espagnoles lors de la guerre de Dévolution. Endettée pour faire face à ces dépenses, la commune vend les maisons au centre de la place. Le nouveau propriétaire les fait démolir pour en construire de nouvelles, malgré la réticence des Lillois. En 1651, le Magistrat décide de bâtir une bourse de commerce sur la place du Marché à l'endroit de la fontaine au Change ; le 30 juillet, il fait aussi détruire la chapelle Notre-Dame-des-Ardents,. Les travaux commencent sur les plans de Julien Destrée en 1652 et se terminent l'année suivante. À l'intérieur, de nombreux commerçants décident de faire une foire permanente, à l'instar du passage du Caire, à Paris. Dès lors, les maisons érigées en même temps autour de la rue des Trois Couronnes séparent nettement la place du Marché en Grand-Place, et « Petite-Place » (place du Théâtre à partir de 1785) qui communiquaient largement auparavant et ne sont plus reliées que par la rue des Manneliers et la rue du marché au fromage actuelle rue de la Bourse à chacune de leurs extrémités. C'est l'acte de naissance de la Grand'Place,. Celle-ci s'étale sur 420 pieds de longueur et 220 pieds de largeur. En 1664, le Magistrat quitte sa halle échevinale sur la Petite Place pour s'installer dans le palais Rihour. Les bâtiments qui entourent la grand'place sont d'une hauteur équivalente.
En 1668, le traité d'Aix-la-Chapelle donne la ville de Lille à la France ; dès 1685, les ingénieurs de Louis XIV ont pour projet d'orner la place d'une statue équestre du roi et de deux fontaines afin d'imposer l'empreinte royale. Le projet ne voit pas le jour à cause de la guerre. En 1683 et 1684, afin de fluidifier la circulation, le stationnement des chariots de charbon et des brasseurs est interdit ; puis en 1700, le sol de la grand-place est relevé de deux pieds. En 1717, la Grande Garde est bâtie à la place du corps de garde, en modifiant la façade.

### Époque contemporaine: jusqu'à la place du Général-de-Gaulle
Alors que la Révolution française éclate, la Première Coalition se met en route. En 1792, après la déroute de Marquain, Theobald de Dillon, déjà à l'agonie, meurt dans un bûcher allumé sur la Grand'Place avec les enseignes des maisons voisines et un de ses bourreaux est guillotiné à peu près au même endroit le 13 juillet de la même année. Toujours en 1792, le 1er mai, un arbre de la liberté de plus de cent pieds de haut est planté. Puis, lors du siège de Lille, les bombardements incendient l'église Saint-Étienne et sapent une tourelle de la bourse de commerce. Malgré cela, certains habitants s'amusent avec les boulets lancés par les Autrichiens. À la fin de la guerre, une estrade est dressée sur la place par la municipalité. Elle comporte une pyramide composée à sa base d'attributs de guerre et de drapeaux français, et au sommet, d'une représentation de la Renommée. Un cortège composé du conseil de la commune et de citoyens commissaires de la Convention nationale se rend sur la place. Après la lecture de la loi, La Marseillaise y est entonnée. Au soir, l'estrade doit être illuminée, mais la pluie empêcha l'allumage des lampions.
En 1803, lors du passage de Napoléon Ier à Lille, la grand-place accueille en son centre une immense esplanade qu'accompagne un temple d'architecture grecque bâti en cercle ; celui-ci s'illuminait à la tombée de la nuit. De nombreux Lillois et de nombreux étrangers font le déplacement pour venir le voir. Sous le Premier Empire et la Restauration, les constructions publiques se limitent à des opérations ponctuelles, puis à la sortie des Cent-Jours, les habitants de la place font une grande fête célébrant Henri IV et la famille des Bourbons. En 1845, en l'honneur de la résistance des Lillois face au siège de 1792, la colonne de la Déesse est inaugurée au centre de la place. Vers la fin du XIXe siècle, les tramways sillonnent la place, à la fois hippomobile et à vapeur.

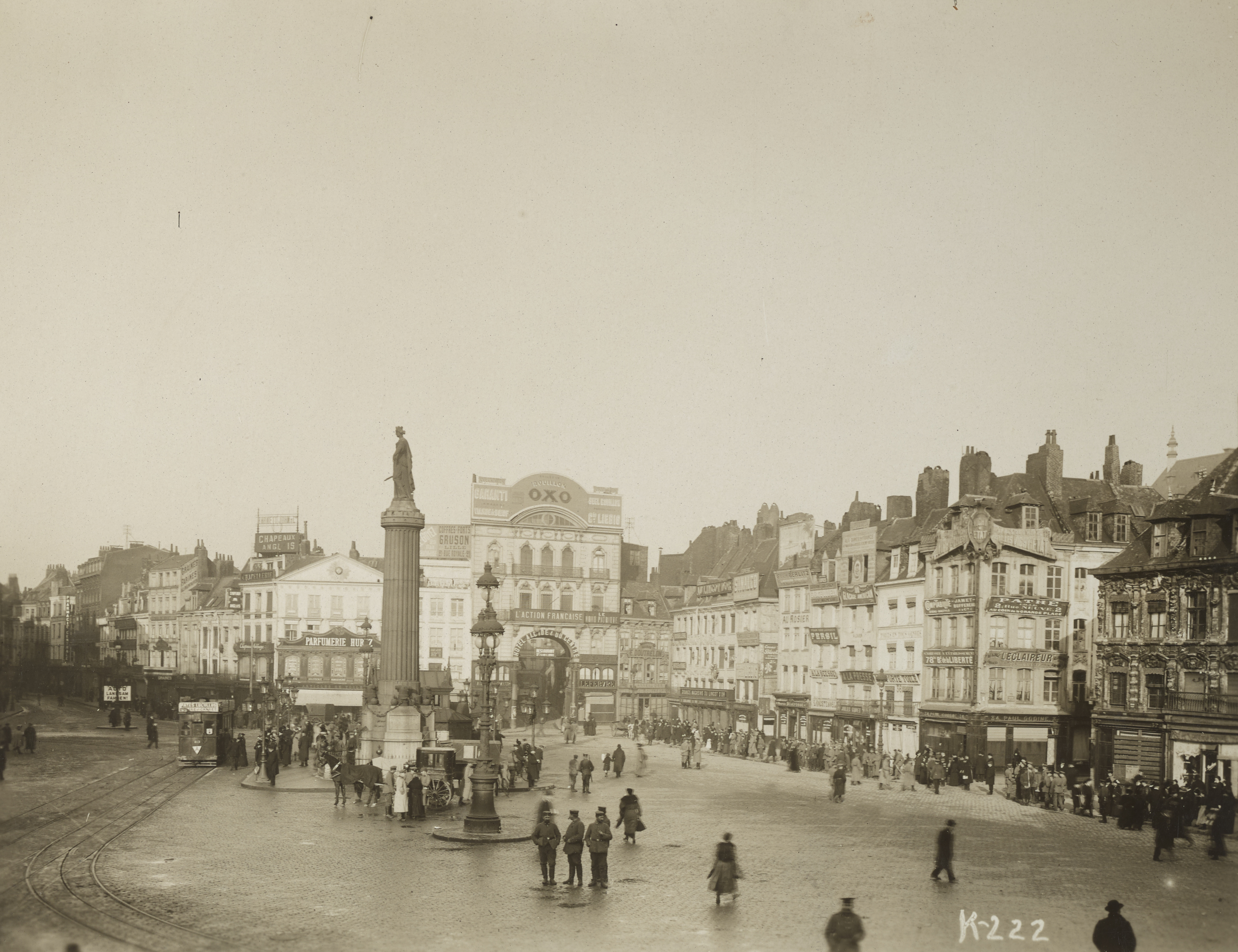
La Grand'Place de Lille durant la Première Guerre mondiale.

Au début du XXe siècle, le côté ouest est le « rang des cafés », où se côtoient plusieurs cafés, le siège du journal L'Écho du Nord se situe dans un petit bâtiment entre la Grande Garde et un café. Durant la Première Guerre mondiale, l'Intendantur prend place au no 25. Après la guerre, les « Amis de Lille » décorent la Grand-Place pour la rentrée du 43e régiment d'infanterie, en 1919, avec des guirlandes de verdure, puis pour l'arrivée du président de la République française, Paul Deschanel, en 1920. Pour montrer sa suprématie, le journal L'Écho du Nord bâtit en 1936 un hôtel particulier de huit étages, à côté de la Grande Garde. Durant la Seconde Guerre mondiale, le 1er juin 1940, le général Alfred Wäger rend honneur à la résistance des troupes du général Molinié en face de l'hôtel-restaurant Bellevue. Avec l’épuration qui suit la Libération, le bâtiment auparavant occupé par le quotidien Le Grand Écho du Nord, revient à La Voix du Nord, Nord libre et Liberté,. La place prend le nom de « place du Général-de-Gaulle », en septembre 1944.
Afin de creuser le parking souterrain en 1989, des sondages sont effectués dès 1986 et les fouilles suivent durant huit mois consécutifs en 1988 et 1989. À la fin des travaux la grand-place devient partiellement piétonne, le pavage de la rue est refait sur une chape de sable et la grande roue fait sa première apparition pour le marché de Noël se déroulant sur la place Rihour. Vingt ans après, certains pavés n'ont pas résisté au passage des bus et sont remplacés provisoirement par du macadam. Du 15 février au 30 juin 2011, la place du Général-de-Gaulle est refaite à l'identique sur un lit de béton afin de consolider les pavés. Après cette période, une zone de rencontre est mise en place et une charte des terrasses est instaurée. À l'été 2016, l'accès pour les voitures traversant la place passe en sens unique. En parallèle, depuis 2004 avec l'inscription de Lille comme Capitale européenne de la culture, la place qui accueille temporairement des œuvres, est le point de rassemblement de festivités.

## Architecture et monuments

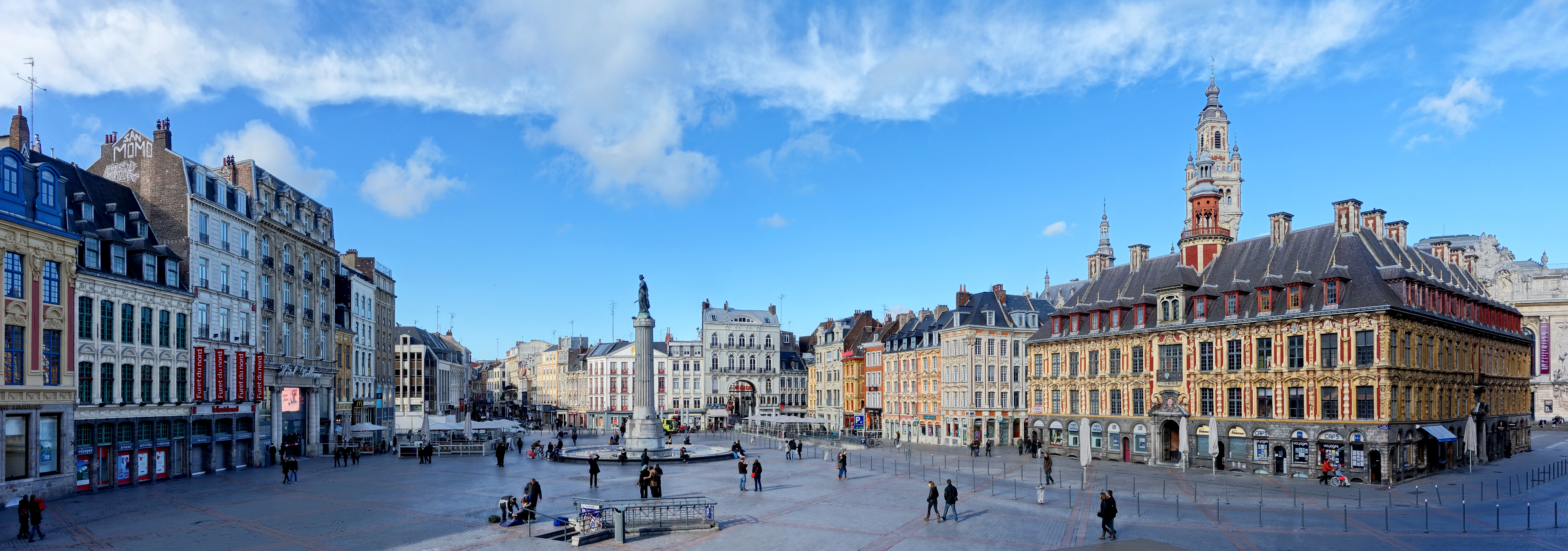
Vue panoramique de la place du Général-de-Gaulle en 2014. Au centre, la colonne de la Déesse et à droite, la Vieille Bourse.

### Colonne de la Déesse

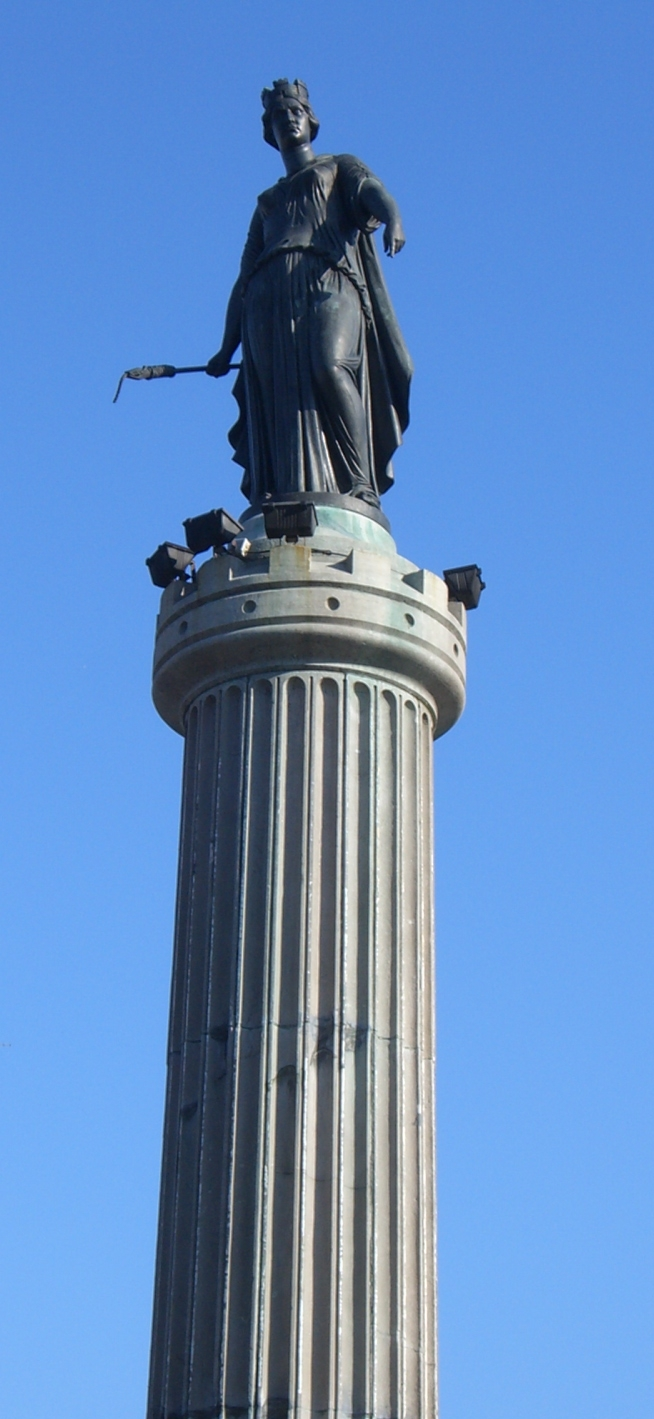
La colonne de la Déesse.

La colonne commémorative du siège de 1792, couramment appelée colonne de la Déesse, occupe le centre de la place depuis 1845 pour commémorer la résistance de la ville au siège autrichien de 1792. Elle était destinée à l'origine à l’ornementation de la place Rihour. La première pierre est posée le 8 octobre 1842 ; la statue est inaugurée trois ans plus tard, le 8 octobre 1845.
La colonne de marbre est l'œuvre de Charles Benvignat, la statue de bronze est sculptée par Théophile Bra,. La statue à couronne murale symbolise la ville, qui se défend, un boutefeu à la main.

### Édifices

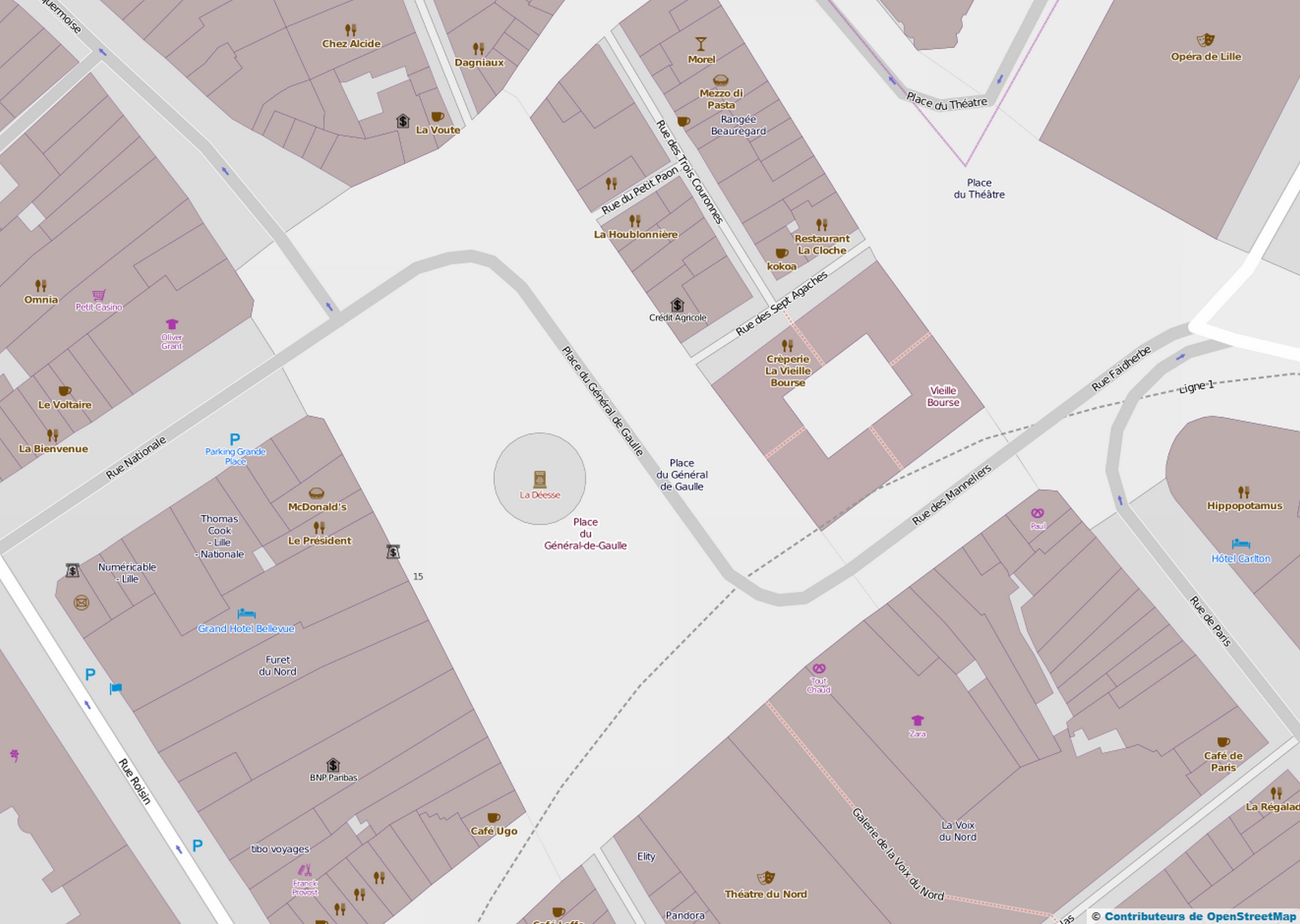
La place et ses bâtiments.

Les édifices répartis autour de la grand-place représentent un panorama de l'architecture lilloise entre le XVIIe et le XXe siècle.
Le plus ancien édifice encore en place est la Vieille Bourse. Le bâtiment à l'architecture typique de la renaissance flamande du XVIIe siècle sépare la Grand'Place de la place du Théâtre. Composée de l'emboîtement de vingt-quatre demeures identiques qui renferment une cour intérieure, elle est bâtie suivant les plans de Julien Destrée en 1652 et se termine l'année suivante. Ancienne bourse de commerce, elle accueille jusqu'au XIXe siècle, la chambre de commerce de Lille et depuis, de nombreux bouquinistes. Elle est classée au titre des monuments historiques depuis 1921 et se situe au no 30.
Vient ensuite la Grande Garde, construite en 1717, par Thomas-Joseph Gombert pour accueillir le corps de garde royal. La façade du bâtiment, d'architecture classique, en pierre blanche et en grès du côté de la place du Général-de-Gaulle, est inscrite à l'inventaire des monuments historiques depuis 1925. C'est devenu le théâtre du Nord qui se situe au no 4.
Plus de deux cents ans plus tard, en 1936, à son côté droit est construit le bâtiment du journal local La Voix du Nord. Ce bâtiment, appartenant à l'origine au journal Grand Écho du Nord est bâti par Albert Laprade. Sa façade rappelle le pignon à pas de moineaux, habituel dans la tradition flamande. La façade de style néo-flamand qui comporte les blasons des principales villes de la région est surmontée d'une statue des Trois Grâces en bronze symbolisant les trois anciennes provinces de la région : Flandre, Artois et Hainaut. Il s'agit de l'œuvre de Raymond Couvègnes. Son rez-de-chaussée accueille une galerie commerciale,. Il se situe au no 8.

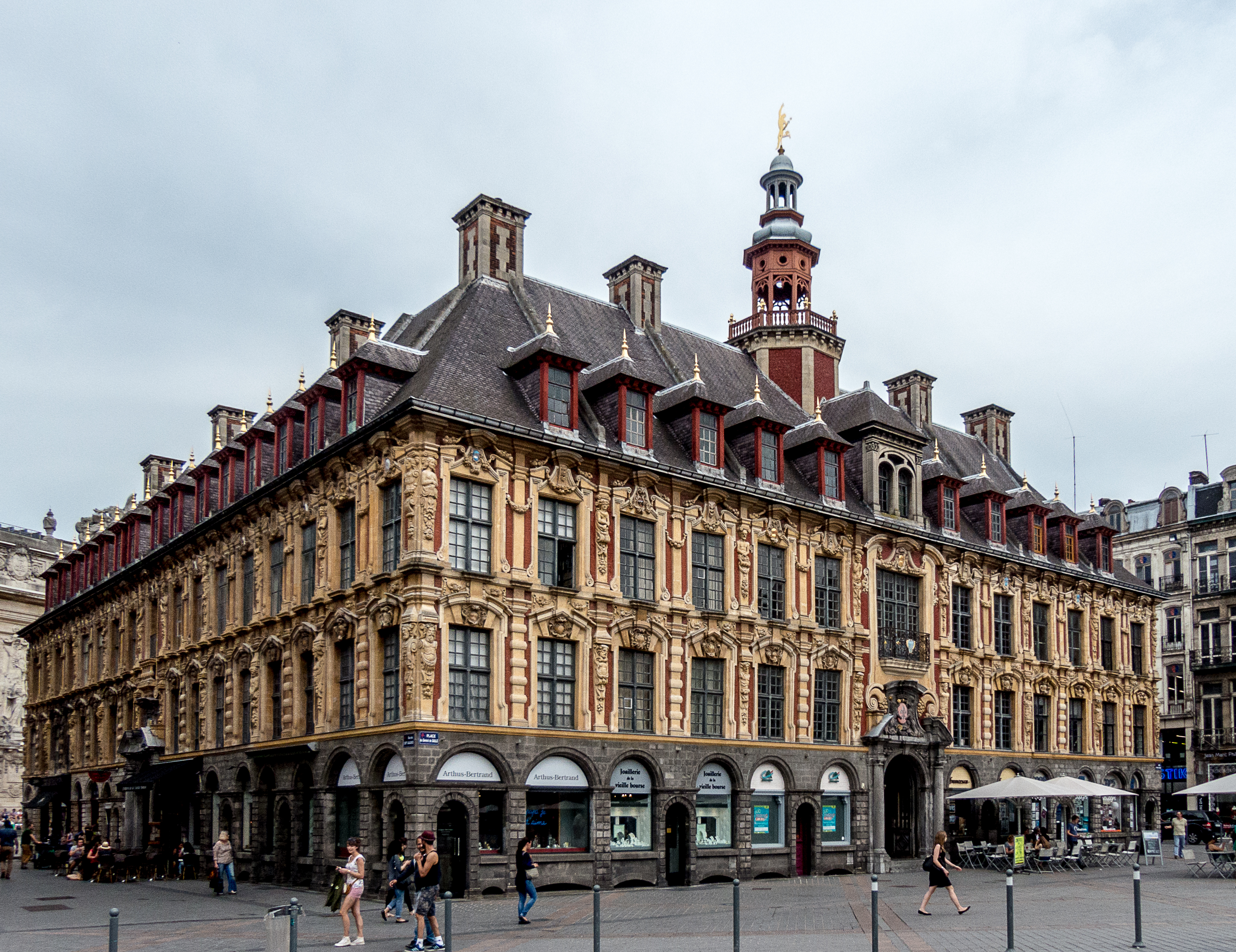
Vieille Bourse.
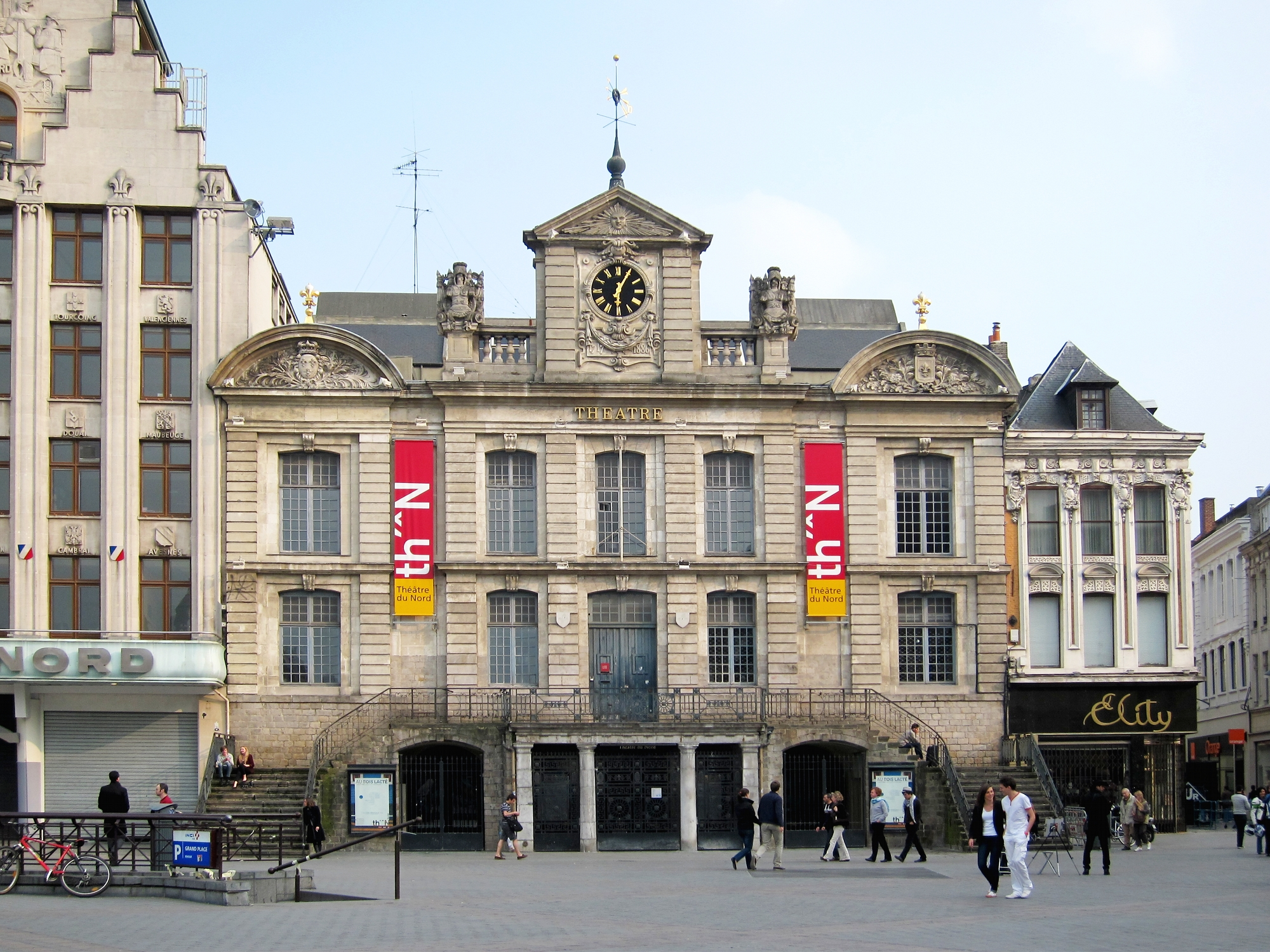
Théâtre du Nord.
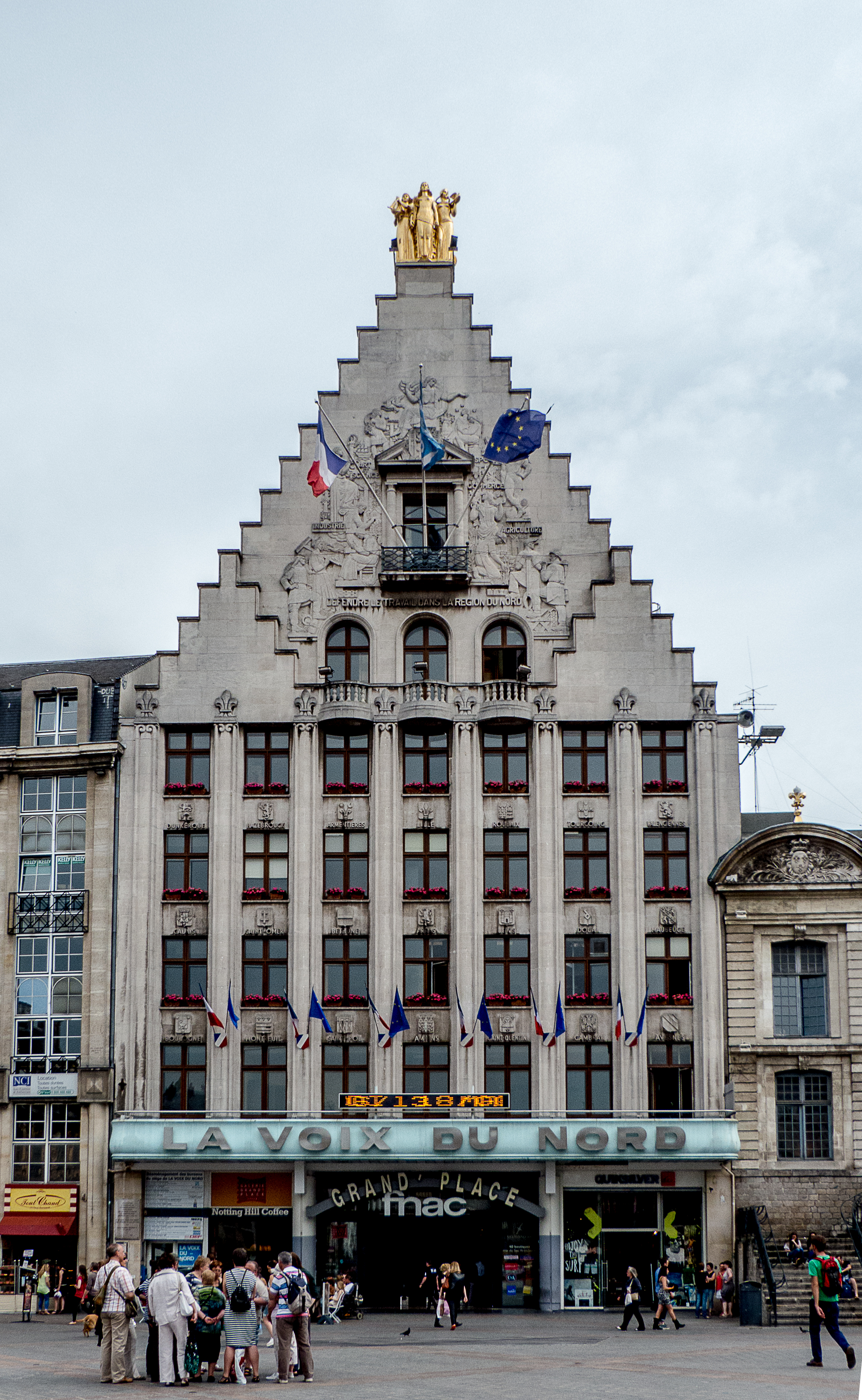
Immeuble de La Voix du Nord.

### Maisons, immeubles et hôtels
Quatre lots d'immeubles font partie des monuments historiques de Lille. L'immeuble à l'angle de la rue Neuve et de la place du Général-de-Gaulle est inscrit à l'inventaire des monuments historiques, à l'exception du rez-de-chaussée depuis le 25 mai 1945. Ceux aux no 9, no 21, nos 34, 44 et 52 ont leurs façades et leurs toitures inscrites à l'inventaire des monuments historiques depuis, respectivement, le 9 mars et le 14 mars 1944 pour les deux premiers et depuis le 8 juin 1966 pour les trois derniers.
La maison bourgeoise aux nos 64-66 date de 1455. Deux-cent-vingt ans plus tard, le nouveau propriétaire la rasa totalement pour la reconstruire à l'identique et modifier sa cave. En 1828, un troisième étage y est élevé puis surmonté d'un fronton avec un soleil.
La date de construction de l'hôtel Bellevue n'est pas connue. L'hôtel a accueilli Mozart lors de sa tournée européenne en 1765. Situé dans une ancienne demeure bourgeoise et accessible depuis la rue Jean-Roisin, l'hôtel offre une vue sur la place. Le bâtiment voisin, logeant le Furet du Nord a été ravalé en 1969 ; la façade du XIXe siècle a été modifiée pour retrouver celle du XVIIIe siècle et a été restaurée en 1990.

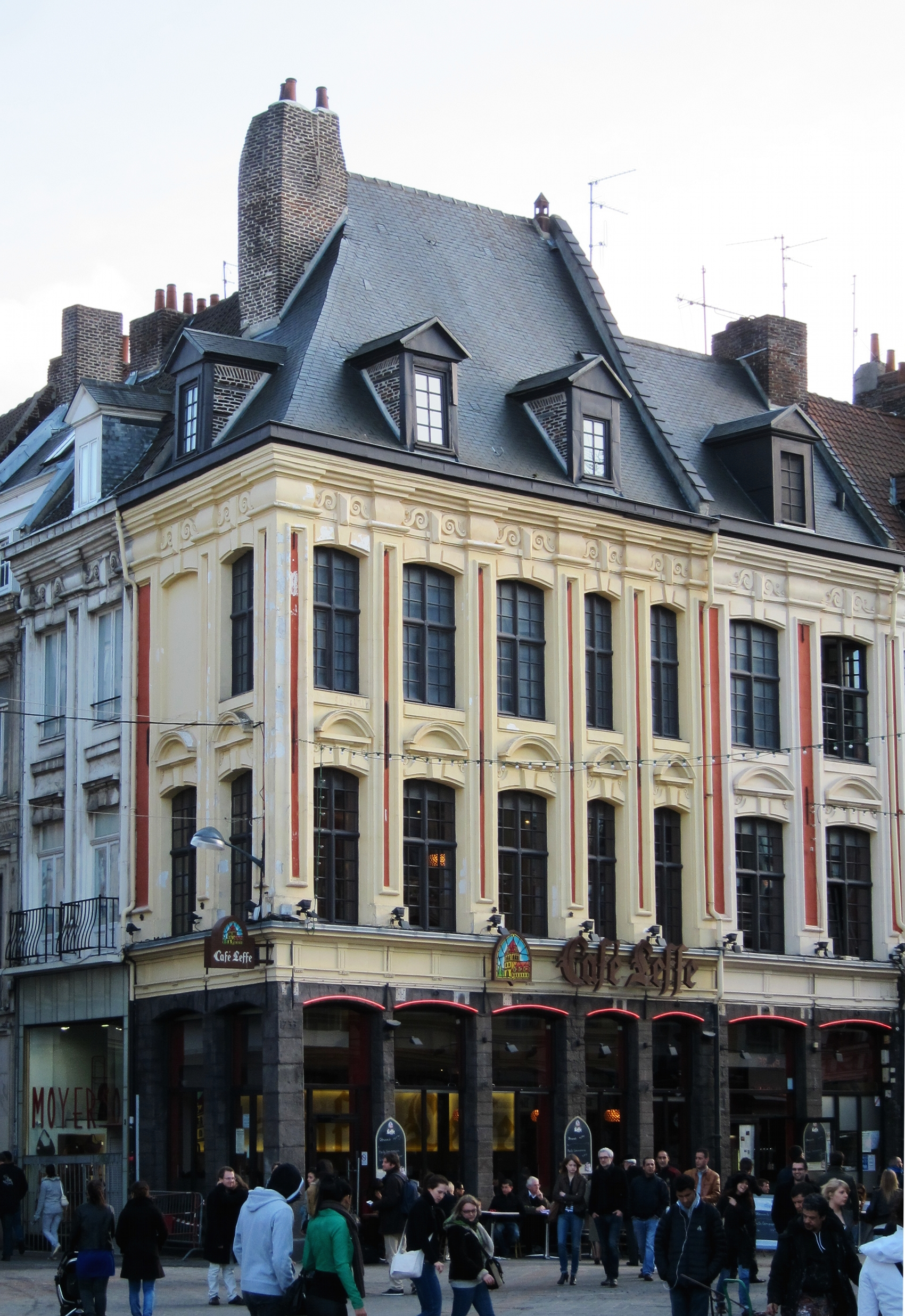
Immeuble à l'angle avec la rue Neuve, inscrit aux monuments historiques.
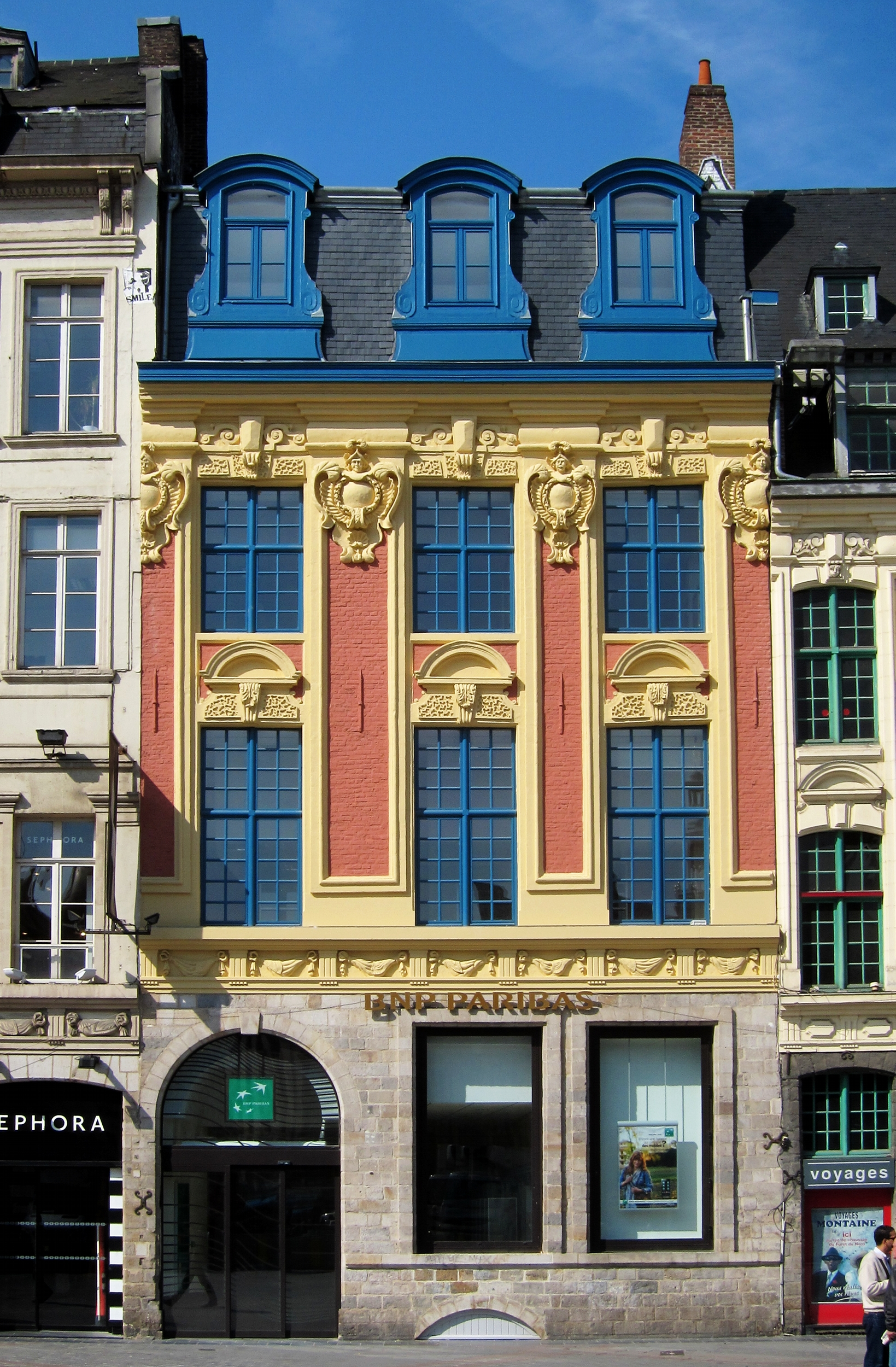
Immeuble no 9 inscrit aux monuments historiques.
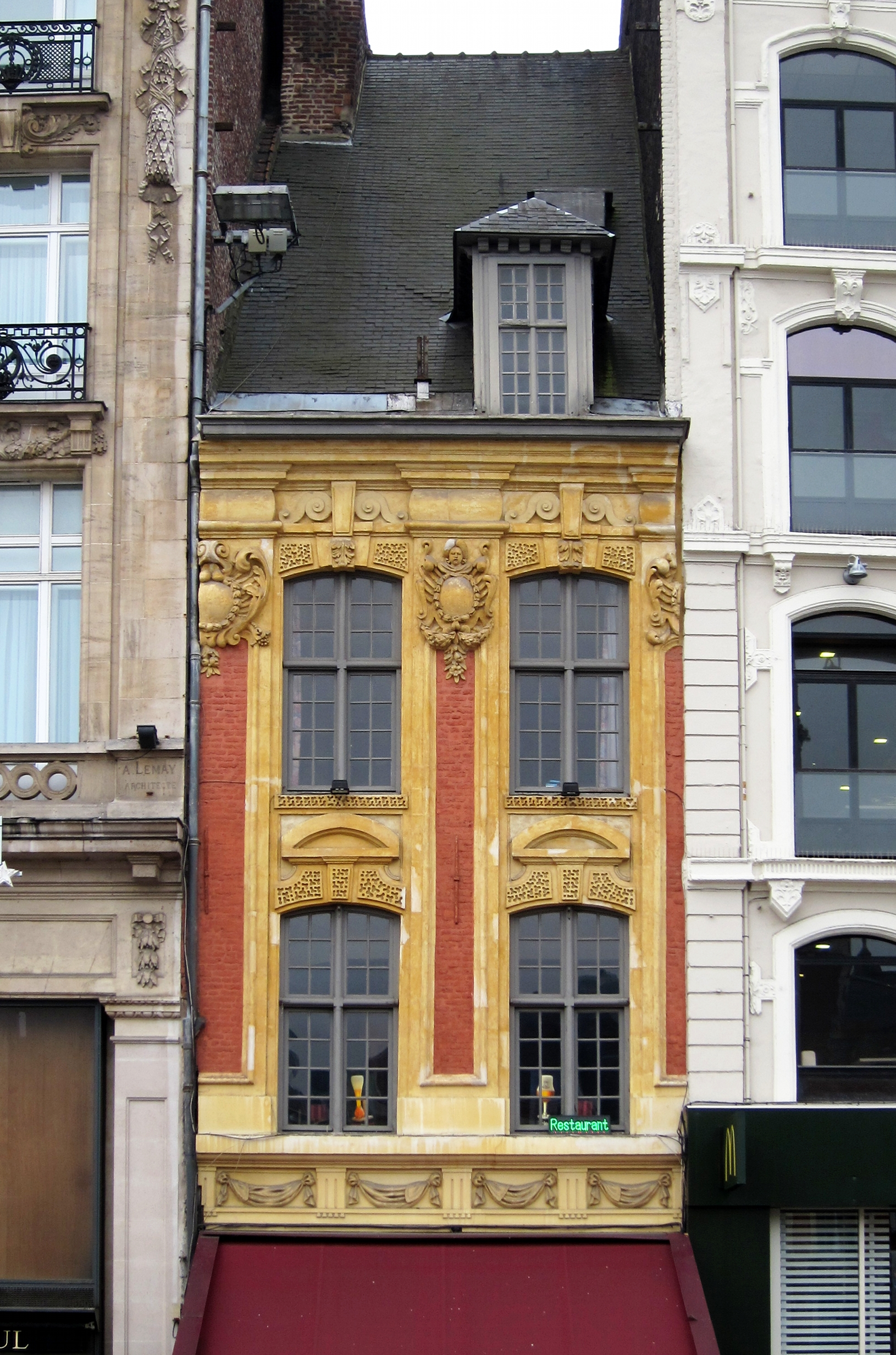
Immeuble no 21 inscrit aux monuments historiques.
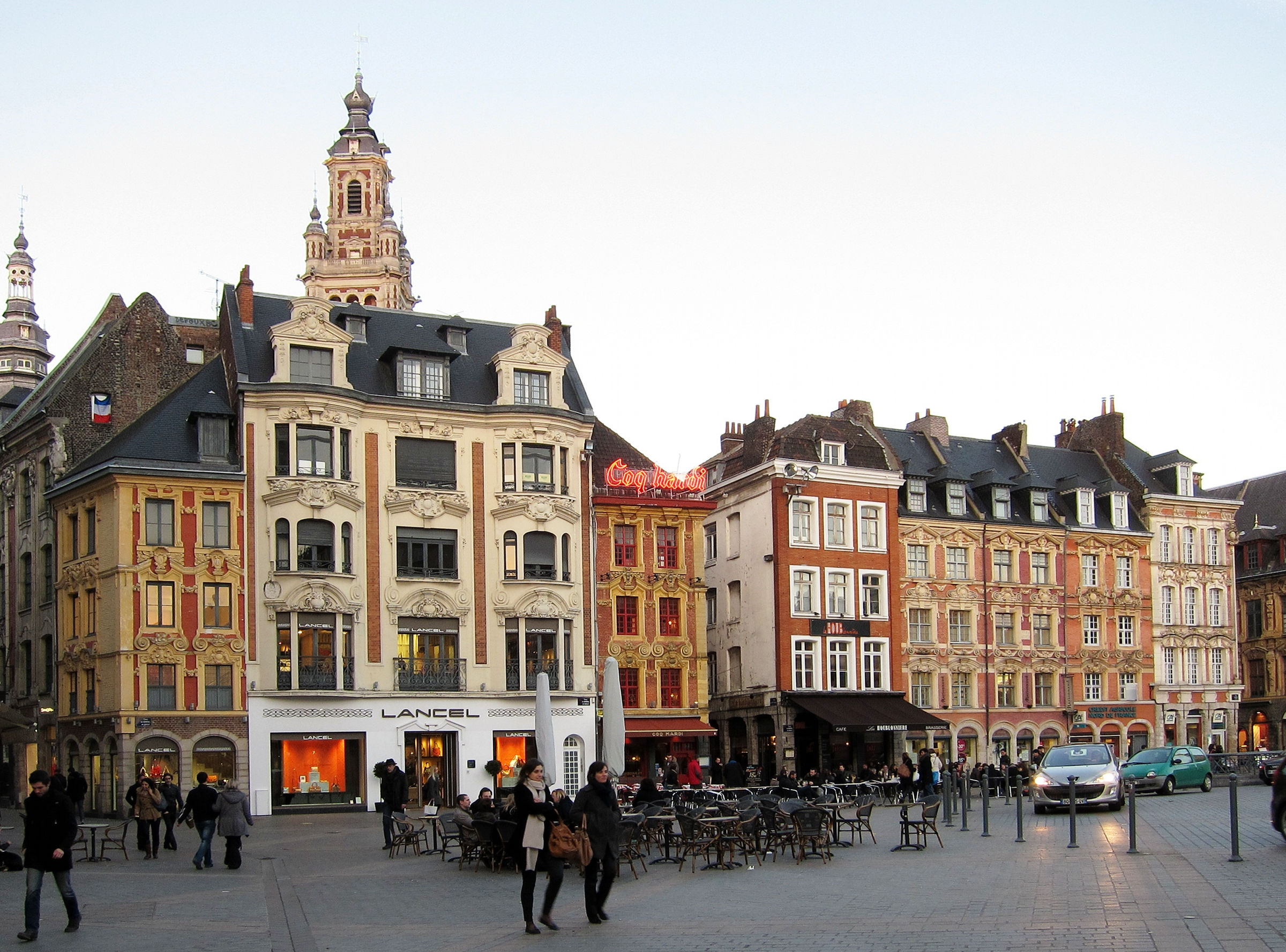
Immeubles nos 34, 44 et 52 inscrits aux monuments historiques.
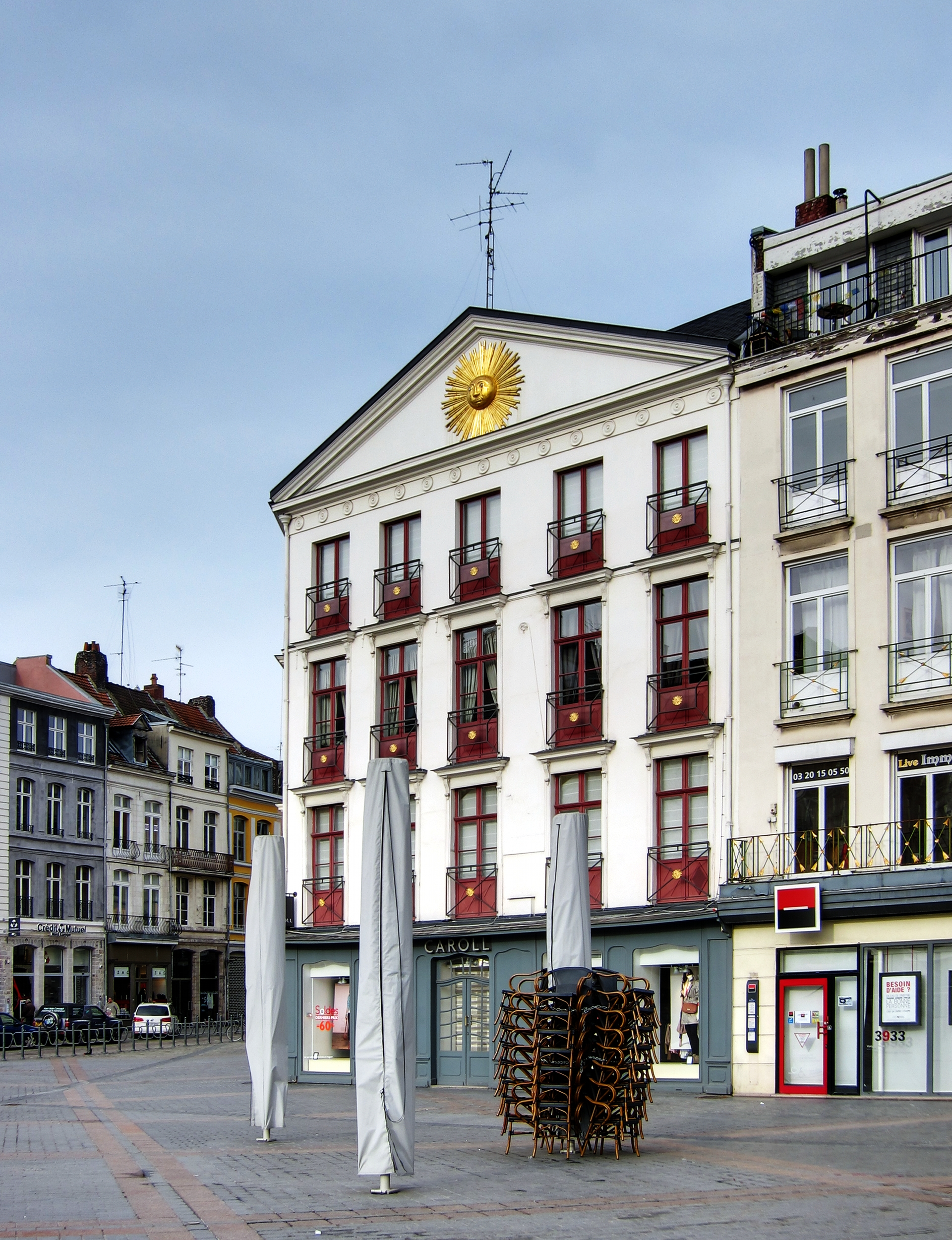
Immeuble no 64-66 de l'ancienne enseigne du Beau Soleil.
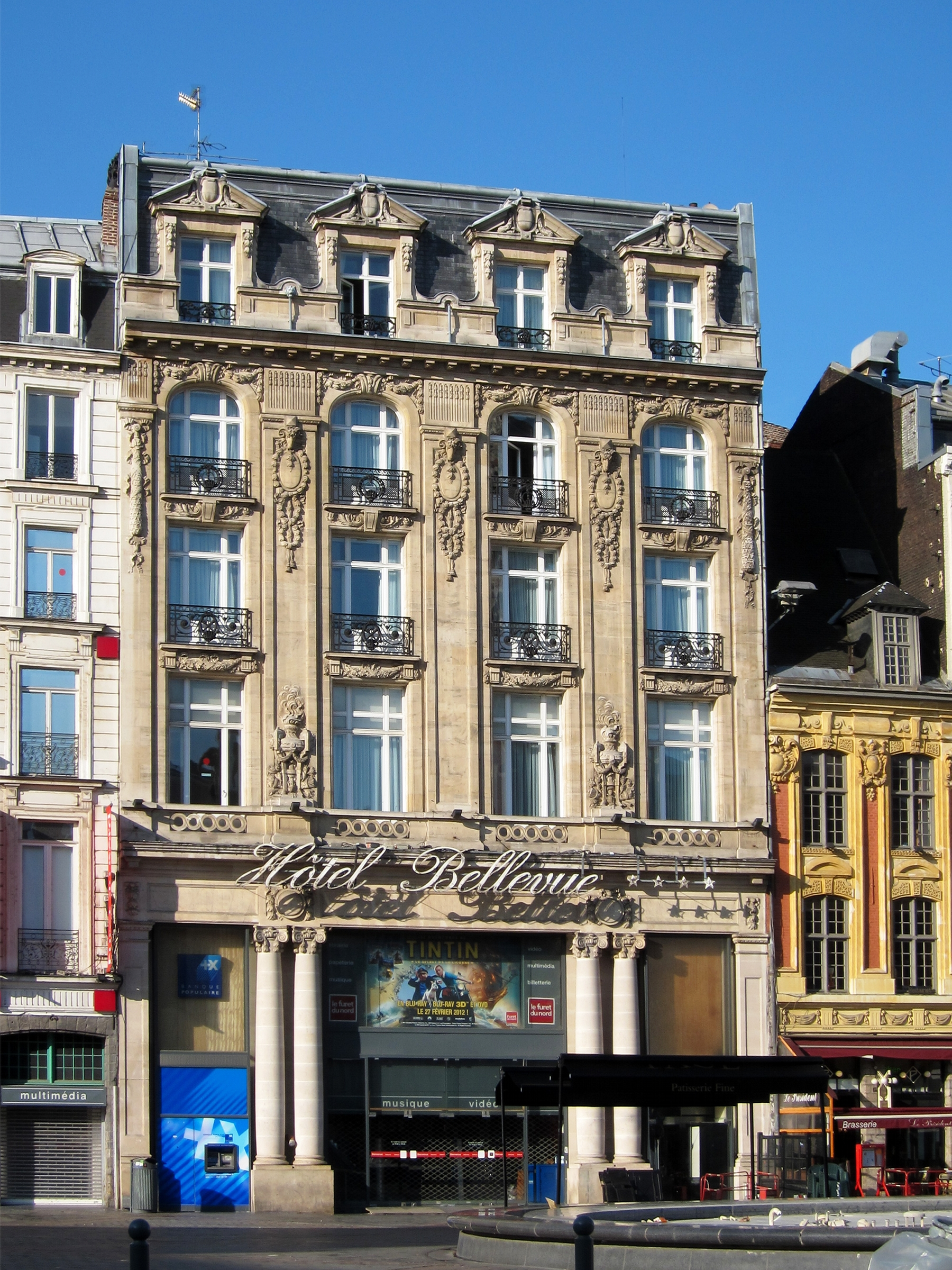
Hôtel Bellevue.

## Utilisations

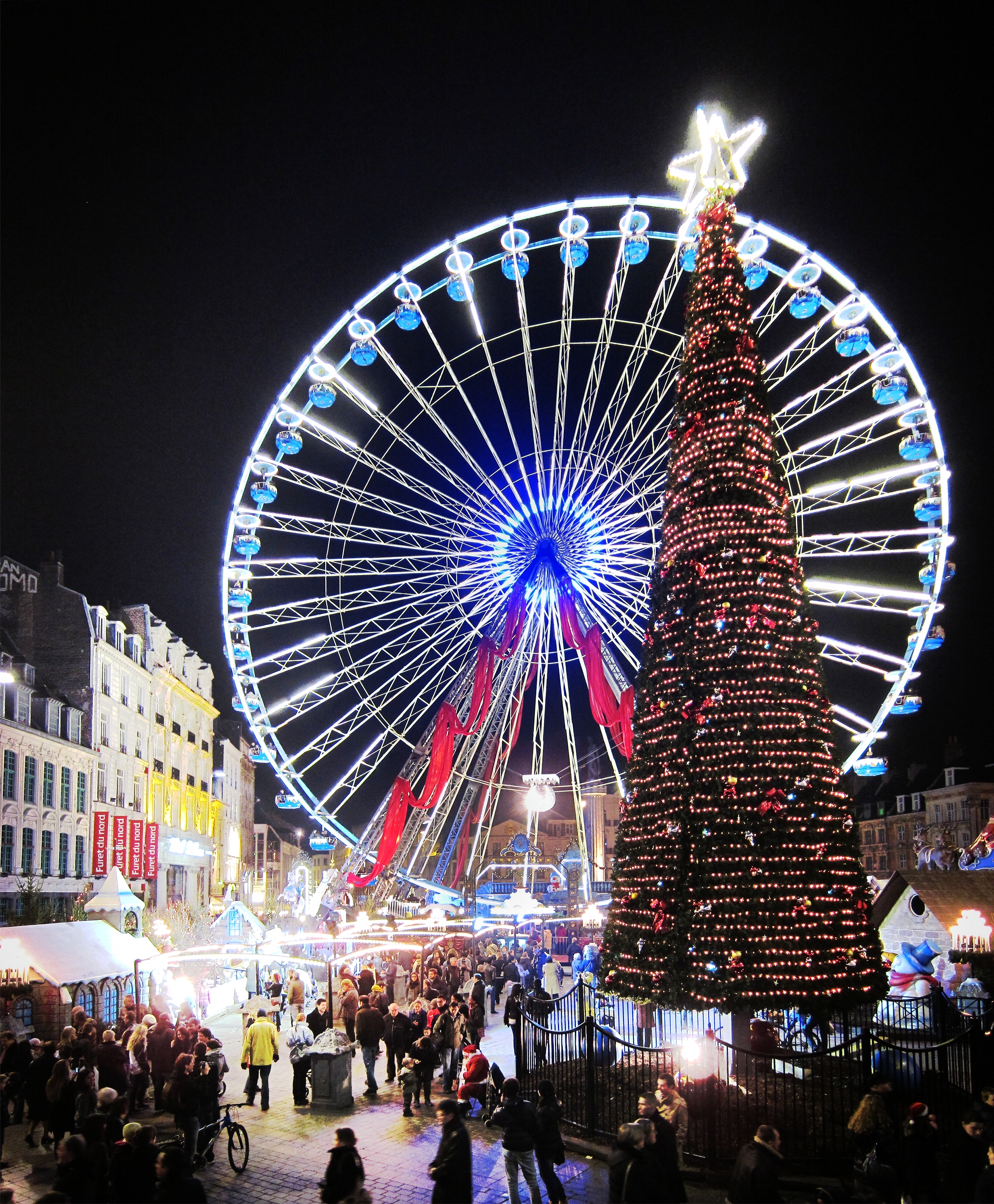
La grande roue, pendant le marché de Noël.

Commune dans les Pays-Bas méridionaux, la grand-place est la place plus ou moins principale de la commune et le lieu des grands marchés et des fêtes.

### Marchande, commerçante et économique
Sur le marché se vendaient les blés des campagnes méridionales pour la Flandre depuis le Moyen Âge sous un bâtiment de type halle au XIIIe siècle, puis sous de petites échoppes au début du siècle suivant. Au milieu du siècle, un marché régulier voit le jour ; celui-ci vend de tout. Avant la construction de la bourse de commerce, la « Vieille Bourse », les commerçants et les industriels se réunissaient tous les jours, excepté le dimanche à midi et le soir sur la place, à proximité de la fontaine au Change et de la chapelle des Ardents. Lancée par Marguerite de Constantinople, la foire annuelle permet de contribuer à l'activité économique de la commune. Faisant auparavant partie de la foire annuelle, la braderie de Lille la remplaça au fil du temps. Cette dernière se déroule toujours sur la place.
Au début des années 2010, la place du Général-de-Gaulle comporte plusieurs magasins et quelques restaurants. Fondé en 1936 et établi en 1959 sur la place du Général-de-Gaulle à Lille, le Furet du Nord, se situe au no 15. Il s'agit d'une des plus grandes librairies d'Europe et la plus grande de France avec 8 000 m2 de surface. Il est autant visité par les touristes que le beffroi ou le Palais des beaux-arts. La galerie commerciale Grand'Place se situe sous le bâtiment de La Voix du Nord et mène vers la Fnac et le centre commercial Les Tanneurs. Séparés par la rue du Petit-Paon, la Houblonnière et le Coq hardi sont deux estaminets de la place du Général-de-Gaulle. Installés respectivement aux nos 42 et 44, les estaminets n'ont pour seul concurrent sur la place qu'un McDonald's ; d'autres proches estaminets se situent au sud, au début de la place Rihour,. La place accueille également Café Méo, composé d'un salon de dégustation de thé et d'une boutique d'épicerie fine aux nos 3-5, ; Sephora, Nocibé et Marionnaud, trois chaînes de magasins de parfums et de produits cosmétiques, se situent respectivement au no 7, au no 9 et au no 40.

### Culturelle, festive et touristique
La place servait et sert encore aux manifestations officielles qu'offre la municipalité aux Lillois.
La fête de l'Épinette est créée au XIIIe siècle. Lors de cette fête, le mardi gras de chaque année, le nouveau roi désigné se faisait remettre sur la place du marché une branche épineuse, afin de lui rappeler qu'il devait honorer la Sainte-Épine. Il la déposait ensuite au couvent des Dominicains. Le dimanche suivant, des tournois étaient disputés sur la place qui avait été dépavée et sablée pour l'occasion. Les joutes sont arrêtées en 1486 ; la fête est suspendue de 1470 à 1475, puis de nouveau en 1516. Elle est arrêtée définitivement par Philippe II d'Espagne en 1556,.
Le 5 février 1600, des décors sont mis en place sur la Grand'Place en l'honneur des archiducs de Lille Albert et Isabelle. Une autre fête célèbre la naissance du premier fils de Louis XV, en 1729. En 1768, le centième anniversaire de l'arrivée de Louis XIV, roi de France, y est célébré. En octobre 1781, un temple circulaire est édifié en face de la Grande Garde, en l'honneur de la naissance du fils aîné le Louis XVI.
Depuis la suppression du stationnement de surface en 1989, la grand-place est un enjeu d'urbanisme. La même année, pour la première fois, la grande roue est installée sur la grand-place de Lille durant le marché de Noël qui se tient sur la place Rihour. Depuis Lille 2004 et sa suite Lille 3000, la place accueille des expositions temporaires. La place a vu s'élever une « forêt suspendue » en 2004, un défilé pour l'inauguration de « Fantastic » de Lille 3000 en 2012, et s'est vu poser au printemps 2014 un parterre de fleurs composé de cagettes qui ont servi de « pixels » à un artiste lillois,
Dans un souci de cohérence, les parasols, les paravents, les chaises, les tables, les porte-menus, les jardinières et éclairages extérieurs, ainsi que leurs emplacements sont réglementés. Pour la place du Général-de-Gaulle, les terrasses accolées à la façade sont limitées à quatre mètres de profondeur et les terrasses déportées sont autorisées par carrés de quatre mètres de côté cumulables, dans la limite de quatre maximum, et limitées à huit mètres de profondeur. Un couloir de sécurité de quatre mètres et un couloir de flux doivent être maintenus.

### Militaire et politique
Autrefois, l'armée y faisait des démonstrations de force, des exercices et des défilés tous les jours sauf le mercredi et le samedi, jours d'un immense marché. Le dimanche, le général de division passait en revue ses troupes. Pour l'inauguration de la colonne de la Déesse, le 8 octobre 1845, les troupes défilent devant le monument et des feux de Bengale illuminent la place au soir. Les musiques de la garnison y exécutent des morceaux de l'harmonie. Le lendemain, un festival est donné. En 1915, l'anniversaire de Guillaume II d'Allemagne est célébré avec un défilé des troupes d'occupation, un concert et un feu d'artifice. En 1919, lors de la rentrée du 43e régiment d'infanterie, la place était décorée avec des guirlandes de verdure.
La place comportait la halle échevinale et son beffroi, lieu de l'administration municipale de la commune. La place servait aux exécutions et comportait un pilori. Outre les vendeurs de fausses pièces, le faux Baudouin IX en 1225 et Theobald de Dillon en 1792, y sont tués. Lorsqu'une personne hors de Lille, mais appartenant à la châtellenie, avait battu, blessé ou tué un Lillois, elle était exécutée sous les bannières et les instruments de musique.
En 1925, les funérailles de l'ancien maire socialiste de la commune, Gustave Delory, s'y déroulent.

### Religieuse

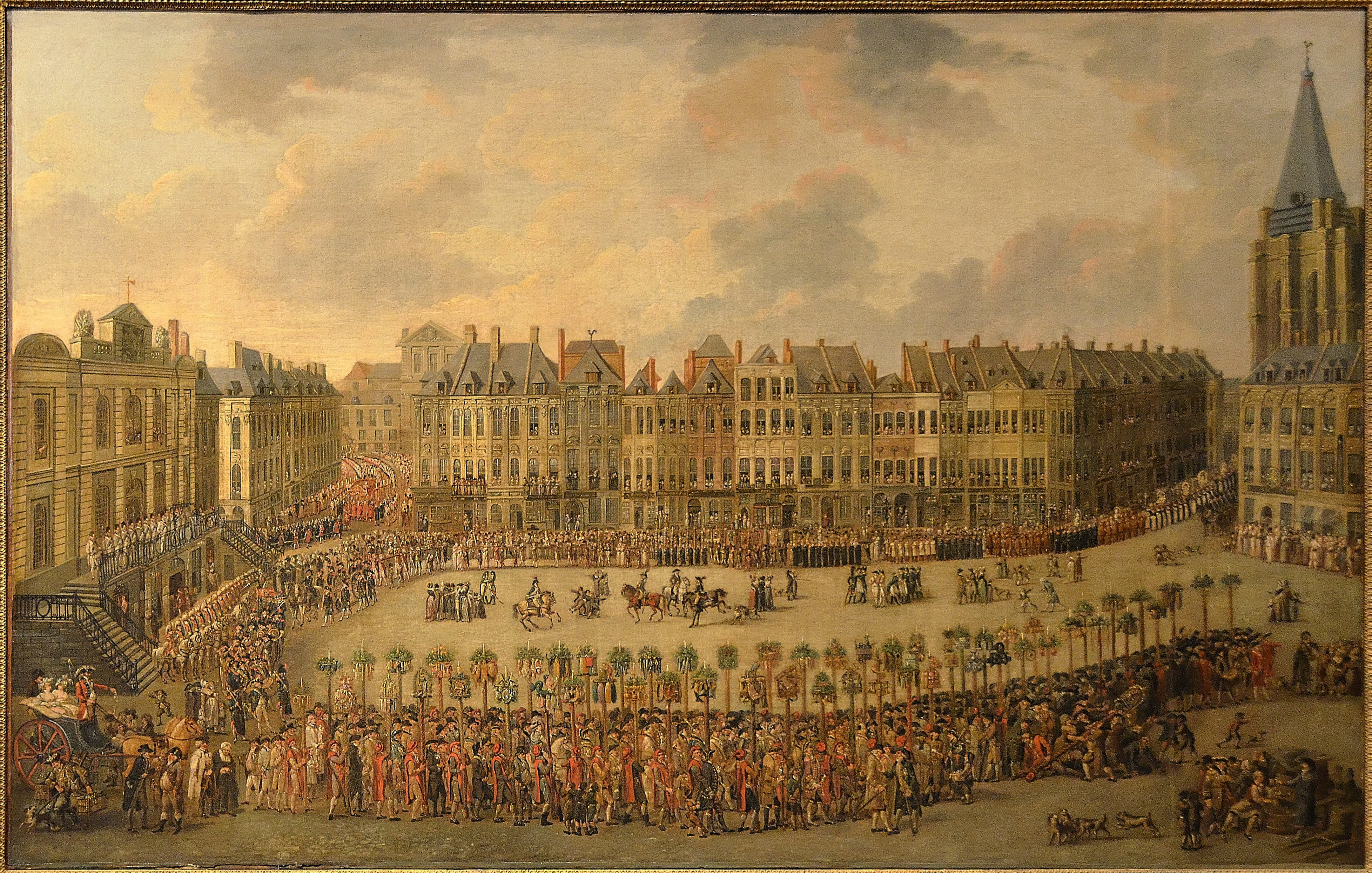
La Procession de Lille, sur la grand-place, par François Watteau (1801).

En février 1269, Marguerite de Constantinople, sollicitée par les chanoines de la collégiale Saint-Pierre, institue la Procession. Cette fête religieuse honore Notre-Dame-de-la-Treille. Tous les Lillois et toute la Flandre y étaient invités, y compris le Magistrat et le clergé. Du 24 juin au 2 juillet 1845 a lieu le jubilé séculaire de Notre-Dame-de-la-Treille, la Procession passe par la place.
La place comportait également l'église Saint-Étienne et la chapelle des Ardents, deux édifices religieux qui ont été détruits.

## Dans les arts
La Grand'Place a été peinte par François Watteau, dit Watteau de Lille. Le tableau nommé La Procession de Lille est exposé au musée de l'hospice Comtesse à Lille. Sur ce tableau, la Grande Garde est défendue en bas par une rangée de cavaliers en uniforme rouge et une autre de fantassins au premier étage.
Fin des années 2000, la place a également servi de décor pour le jeu vidéo post-apocalyptique Leelh. La ville est imaginée en 2087, après un cataclysme survenu en 2060.